# فرنسيس رايت
فرنسيس رايت (بالإنجليزية: Francis Wright)‏ (13 مارس 1874 في أستراليا - 10 أكتوبر 1899) هو لاعب كريكت أسترالي. لعب مع فريق فكتوريا للكريكت.

## وصلات خارجية
- فرنسيس رايت على موقع إي آس بي آن كريك إنفو (الإنجليزية)